# Tư Mã Tử Như
Tư Mã Tử Như (chữ Hán: 司馬子如, ? - ?), tên tự là Tuân Nghiệp, người huyện Ôn, quận Hà Nội , là quan viên nhà Bắc Ngụy, Đông Ngụy, Bắc Tề cuối đời Nam Bắc triều trong lịch sử Trung Quốc.

## Thân thế
Tử Như tự nhận là cháu 8 đời của Tư không, Nam Dương vương Tư Mã Mô nhà Tây Tấn, cho biết: vì loạn Vĩnh Gia, con Mô là Thế tử Bảo chạy ra Lương Châu, định cư ở đấy; sau khi Bắc Ngụy chiếm được Cô Tang, cả nhà bị dời đi Vân Trung , nên ông có hộ tịch ở đấy . Cha là Tư Mã Hưng Long, làm đến Lỗ Dương thái thú nhà Bắc Ngụy.

## Phụng sự họ Nhĩ Chu
Tử Như từ nhỏ tính cơ cảnh, có tài biện luận. Gặp loạn Lục trấn, Tử Như đem gia đình chạy về phía nam đến Tứ Châu, được Nhĩ Chu Vinh đãi ngộ theo lễ, cho ở tạm trong quân. Vinh nhắm đến Lạc Dương (528), lấy Tử Như làm Tư mã, Trì tiết, Giả bình nam tướng quân, Giám tiền quân. Quân đội của Vinh đến huyện Cao Đô , Vinh cho rằng quận Kiến Hưng (Cao Đô là quận trị của Kiến Hưng) hiểm trở, vị trí xung yếu, có thể trở thành nỗi lo ở phía sau, nên lấy Tử Như làm Hành Kiến Hưng thái thú, đảm nhiệm đô đốc của quận.
Đầu niên hiệu Vĩnh An (528 – 530), được phong Bình Diêu huyện tử, thực ấp 300 hộ, còn được làm Đại hành đài lang trung. Vinh cho rằng Tử Như có tài biện luận, giỏi bàn chuyện đời, nên nhiều sai ông làm sứ giả vào triều, phần nhiều tự nhận là phụng chỉ, nhưng Hiếu Trang đế vẫn phải tiếp đãi ông.
Cát Vinh nổi dậy, Tương Châu bị cô lập, Nhĩ Chu Vinh sai Tử Như lẻn vào Nghiệp Thành, trợ giúp phòng thủ. Bình xong Cát Vinh, được tiến tước làm hầu. Nguyên Hạo được quân nhà Lương đưa vào Lạc Dương, Nhĩ Chu Vinh e ngại lòng người ly tán, cho rằng Tử Như từng giữ Nghiệp Thành, sẵn có ân tín, bèn lệnh cho ông làm Hành Tương Châu sự. Bình xong Hạo, được trưng làm Kim tử quang lộc đại phu.
Khi Hiếu Trang đế giết chết Nhĩ Chu Vinh, Tử Như biết tin, từ trong cung xông ra, chạy đến nhà Vinh, bỏ lại gia đình mình mà theo vợ con Vinh với bọn Nhĩ Chu Thế Long rời khỏi kinh thành. Thế Long muốn về Hoàn Bắc, Tử Như nói: "Làm việc cần nắm thời cơ, dùng binh không ngại đối trá, thiên hạ đang lúc loạn lạc, chỉ có kẻ mạnh là phải, gặp cơ hội như lúc này, không thể mềm yếu cho người ta thấy. Nếu chạy cả lên bắc, chỉ sợ biến cố theo sau phát sinh, không bằng chia binh giữ Hà Kiều, đem quân quay trở về kinh, xuất kỳ bất ý, còn có thể khiến đối phương tan vỡ. Nếu không được như vậy, thì cũng cho thấy chút thế lực, khiến thiên hạ phải nghe ngóng, mà kiêng sợ uy thế của ta." Vì vậy Thế Long quay lại uy hiếp kinh thành.
Họ Nhĩ Chu đưa Trưởng Quảng vương Nguyên Diệp lên ngôi, Tử Như được kiêm Thượng thư hữu bộc xạ. Tiết Mẫn đế lên ngôi, Tử Như được làm Thị trung, Phiếu kỵ đại tướng quân, Nghi đồng tam tư, tiến tước Dương Bình quận công, thực ấp 1700 hộ, ông cố từ chối chức Nghi đồng.

## Phụng sự họ Cao
Cao Hoan nổi dậy ở Tín Đô, bọn Thế Long biết Tử Như với ông ta là bạn cũ, nghi ngờ, bèn đẩy ông ra làm Nam Kỳ Châu thứ sử. Tử Như phẫn hận, chảy nước mắt biện bạch, nhưng không thể không đi. Cao Hoan chiếm được Lạc Dương, Tử Như sai sứ chúc mừng, được chào đón như bạn bè cũ. Sau đó Tử Như vội đến kinh thành, được làm Đại hành đài thượng thư, sớm tối ở bên cạnh Cao Hoan, tham mưu việc quân – chính.
Đầu niên hiệu Thiên Bình (534 – 537) thời Đông Ngụy Hiếu Tĩnh đế, Tử Như được trừ chức Tả bộc xạ; vì Cao Hoan ở lại Tấn Dương, nên ông ta lấy Tử Như với bọn Thị trung Cao Nhạc, Thị trung Tôn Đằng, Hữu bộc xạ Cao Long Chi coi triều chánh, rất tin trọng họ.
Tử Như tính vốn hào sảng, lại cậy là bạn cũ của Cao Hoan, xử lý công vụ theo tình riêng, công khai nhận hối lộ, không kiêng dè gì. Giữ niên hiệu Hưng Hòa (539 – 542), Tử Như được làm Bắc đạo đại hành đài, nhận lệnh tuần kiểm các châu, các quan thú, lệnh trở xuống, đều tùy ý ông cách chức hay thăng chức. Tử Như đến Định Châu, chém Thâm Trạch huyện lệnh, đến Ký Châu, chém Đông Quang huyện lệnh. Ai lần lữa báo cáo, sẽ bị xử cực hình; ai có gì dấu diếm, nói gì trái ý, liền cho vũ sĩ áp chế, kề đao vào gáy. Quan dân sợ hãi, không biết phải làm gì. Sau đó được chuyển làm Thượng thư lệnh.
Tử Như không theo Cao Hoan nổi dậy từ buổi đầu, nhưng cậy tình bạn cũ, lại được ủy nhiệm trọng trách, trở nên rất cả gan, tham ô không dừng tay. Đến khi Cao Trừng vào triều phụ chánh, sinh lòng hiềm nghi, sau đó tìm ra chứng cứ tham ô để Ngự sử trung úy Thôi Xiêm hặc tội, rồi giam cầm ông ở Thượng thư tỉnh. Nhờ Cao Hoan nói giúp, Tử Như được Cao Trừng phóng thích, nhưng vẫn bị lột sạch chức, tước. Ít lâu sau, Tử Như được khởi dụng làm Hành Ký Châu sự. Tử Như biết tự sửa lỗi, rất được khen ngợi; lại phá nhiều vụ án, khiến đồng liêu và bộ hạ sợ phục. Được chuyển làm Hành Tinh Châu sự. Có chiếu khôi phục quan tước, riêng phong Dã Vương huyện nam, thực ấp 200 hộ.
Nhà Bắc Tề lên thay nhà Đông Ngụy, Văn Tuyên đế Cao Dương xét công giúp rập, Tử Như được riêng phong Tu Xương huyện công.
Tử Như từng nói với Văn Tuyên đế rằng các thân tín của Cao Trừng là Thôi Xiêm, Thôi Quý Thư đáng tội chết, về sau ông đem ngựa đi qua cửa cung, bị tố cáo. Văn Tuyên đế kể ra những lỗi lầm của Tử Như, lại nói: "Thôi Xiêm, Quý Thư làm việc cho đời trước của trẫm, có tội lớn gì, mà khanh muốn ta giết họ?" Nhân đó miễn quan ông. Về sau được bái làm Thái úy.
Tử Như bệnh mất, không rõ khi nào, hưởng thọ 64 tuổi. Được tặng Sứ trì tiết, đô đốc Ký, Định, Doanh, Thương, Hoài 5 châu chư quân sự, Thái sư, Thái úy, Hoài Châu thứ sử, tặng vật có 1000 tấm đoạn, thụy là Văn Minh. Con trưởng là Tư Mã Tiêu Nan được kế tự.

## Mối quan hệ với Cao Hoan
Thiếu thời, Tử Như thích giao du hào kiệt, cùng Cao Hoan kết bạn, tình nghĩa rất sâu. Sau khi Cao Hoan đánh bại liên quân họ Nhĩ Chu, Tử Như sai sứ chúc mừng, được Cao Hoan chào đón nồng hậu.
Đầu đời Đông Ngụy, Cao Hoan giao chánh sự Lạc Dương cho bọn Tử Như 4 người, đương thời gọi là "tứ qúy", còn bản thân quay về Tấn Dương. Vì thế, Tử Như nhiều lần đi Tấn Dương báo cáo, được Hoan đãi ngộ rất hậu, cùng ngồi ăn uống, từ sớm đến chiều; khi trở về, Hoan với vợ là Lâu Chiêu Quân còn có quà biếu; ông cho rằng như vậy là thường tình.
Tử Như cậy được Cao Hoan tin yêu mà làm càn, đến khi Cao Trừng nắm quyền, dễ dàng tìm ra tội chứng mà đàn hặc ông. Tử Như ở trong ngục một đêm thì bạc đầu, trong tờ cung nói rằng: "Tư Mã Tử Như từ thời còn ở Hạ Châu ném cho tướng vương một cái roi ngựa, đến nay được vương cấp một cỗ xe, con trâu cái kéo xe sinh ra một con nghé. Con nghé đã chết trên đường, chỉ còn lại cặp sừng. Ngoài cặp sừng này, những thứ khác là do người ta dâng lên mà có được." Cao Hoan bèn gởi thư cho Cao Trừng nói: "Tư Mã lệnh là bạn cũ của ta, hãy khoan dung với ông ấy!" Cao Trừng đem Tử Như ra giữa đường lớn trong thành, cởi cùm cho ông, khiến ông sợ hãi hỏi: "Không làm gì à?" Cao Hoan gặp lại Tử Như, xót ông tiều tụy, kéo đầu ông đặt lên đầu gối mình mà bắt chấy, ban cho 400 bình rượu, 500 con dê, 500 thạch gạo tám. Tử Như nói: "Không có gì còn phải vào tù gần chết, nếu nhận những thứ này, há còn đường sống à?"
Cao Hoan gả con con gái cho con trai trưởng của Tử Như là Tư Mã Tiêu Nan. Văn Tuyên đế Cao Dương đã miễn quan Tử Như, nhưng về sau xét tình bạn cũ với Cao Hoan, lại bái ông làm Thái úy.

## Tính cách
Tử Như có tính hoạt kê, không biết kềm chế, đùa bỡn thô tục, người hiểu biết cho rằng như thế là sai trái. Nhưng Tử Như đối với chị gái lễ phép, đối với con cái của các anh từ ái, đối với danh sĩ đương thời lại càng hâm mộ, nên được người đời khen ngợi.